# Telmatobius chusmisensis
Telmatobius chusmisensis es una especie de anfibio anuro del género Telmatobius, que es la única subdivisión genérica de la familia Telmatobiidae. Habita en arroyos de altura en regiones áridas del centro-oeste de Sudamérica.

## Taxonomía
Descripción original
Esta especie fue descrita originalmente en el año 2006 por los herpetólogos Juan Ramón Formas, César C. Cuevas y José J. Núñez.
Su caracterización se realizó sobre la base de sus particularidades osteológicas y morfológicas externas en los adultos, sobre la morfología externa de los renacuajos, sobre su cariotipo, por los patrones cromosómicos con bandas C y por la posición Ag-NOR (región organizadora nucleolar).
Holotipo
El ejemplar holotipo designado es el catalogado como: IZUA 3397; se trata de un macho adulto el cual fue capturado el 11 de marzo de 2002  por los tres autores de la especie. Se encuentra depositado en la colección de herpetología del Instituto de Zoología de la Universidad Austral de Chile.
Etimología
Etimológicamente el término específico chusmisensis es un topónimo que refiere a la localidad donde fue capturado el ejemplar tipo, el pueblo de Chusmisa, en el norte de Chile.

## Características
Morfología del adulto
La longitud hocico-cloaca en este anfibio es en los machos entre 50 y 53 mm y en las hembras entre 57 y 63 mm. La cabeza es ligeramente más estrecha que el cuerpo. Las extremidades anteriores son moderadamente robustas; las extremidades traseras son largas y tienen dedos palmeados.
Morfología del renacuajo
Los renacuajos posen una longitud total (la de la cabeza, más la del cuerpo, más la de la cola) elevada, de 38 a 99 mm. Al momento de la metamorfosis la longitud hocico-cloaca es de 33 mm.
Coloración del adulto
El color de fondo del dorso es marrón claro a marrón verdoso, profusamente manchado con diminutas máculas negras. El vientre es blanco a amarillo claro. Las superficies ventrales de los muslos son de color marrón claro. Hay manchas irregulares de color damasco en el dorso y las superficies ventrales de los muslos. La superficie dorsal, los flancos y las extremidades están cubiertos con pequeños gránulos espiculados.

## Distribución geográfica, hábitat y genética
Telmatobius chusmisensis se distribuye de manera endémica en un pequeño arroyo en las coordenadas: 19°41′S 69°13′O / -19.683, -69.217, a una altitud de 3650 m s. n. m., cerca del pueblo de Chusmisa, 92 km al nordeste de Huara, Provincia de Iquique, en la región de Tarapacá, en el norte de Chile.
Telmatobius chusmisensis fue descubierta en un pequeño arroyo de movimiento lento, con un ancho de 1 m, que discurre en un área semidesértica, con una temperatura media anual de 12,5 °C y una pluviosidad anual —concentrada en el verano austral— que varía entre 50 y 100 mm. La vegetación de los alrededores es escasa, encontrándose Browningia candelaris, Verbena gynobaris, Adesmia spinusissima y Balbisia stitchkinii. Poco se sabe sobre la ecología de este anfibio. Los adultos suelen encontrarse debajo las piedras del lecho, mientras que los renacuajos se guarecen debajo de plantas acuáticas que crecen en las orillas. La hidrografía de su hábitat en el altiplano chileno sufre de intensas fluctuaciones estacionales.
En un estudio sobre esta especie en donde se utilizó la información generada por análisis demográficos, de estructuración genética y flujo genético contemporáneo e histórico, se concluyó que, sobre la base de la red de haplotipos de DNAmt y de los microsatélites, Telmatobius chusmisensis presenta estructuración poblacional a nivel de subcuencas, la que estaría mediada por la restricción al sitio de origen de los ejemplares y una baja capacidad de dispersión en este anfibio.

## Conservación
Según la organización internacional dedicada a la conservación de los recursos naturales Unión Internacional para la Conservación de la Naturaleza (IUCN), al haber muy poca información sobre su población total y sus requisitos ecológicos, la clasificó como una especie con: “Datos insuficientes” (DD) en la obra: Lista Roja de Especies Amenazadas.